# Мачульская, Елена Евгеньевна
Елена Евгеньевна Мачульская (род. 22 апреля 1960, Москва) — доктор юридических наук (2000), профессор на кафедре трудового права юридического факультета Московского государственного университета (2001), профессор на кафедре гражданского процесса и социальных отраслей права РГУ нефти и газа (2007); проходила стажировки в Бельгии (1995), Голландии (1996) и Италии (2001); член комиссии по делам инвалидов при Президенте РФ (с 2012).

## Биография
Елена Мачульская родилась 22 апреля 1960 года в Москве; в 1982 году окончила юридический факультет Московского государственного университета. Через девять лет, в 1991, она успешно защитила кандидатскую диссертацию, выполненную под руководством профессора МГУ Розалии Ивановой — на тему «Правовое регулирование социального обеспечения в Великобритании». В том же году Мачульская начала работать на кафедре трудового права юридического факультета МГУ. Проходила стажировки в европейских университетах: в 1995 году стажировалась в Бельгии, а в 1996 — в Голландии.
В 1998 году была опубликована книга Мачульской «Практикум по праву социального обеспечения», предназначенная для студентов, обучающихся по специальности «юриспруденция» — к 2019 году была издана тиражом в тридцать тысяч экземпляров. В 1999 году стала доцентом МГУ, оставаясь на той же кафедре. В декабре 2000 года она успешно защитила докторскую диссертацию на тему «Право социального обеспечения в условиях рыночной экономики: теория и практика правового регулирования»; стала доктором юридических наук. Через год, в 1 сентябре 2001, заняла позицию профессора на кафедре трудового права; в том же году прошла подготовку в области предпринимательского и международного трудового права в учебном центре, созданном Международной организацией труда (МОТ) в итальянском Турине.
В 2007 году Мачульская стала профессором на кафедре гражданского процесса и социальных отраслей права РГУ нефти и газа им. И. М. Губкина. Через год официально получила ученое звание профессора Московского университета. По данным на 2019 год, читала студентам МГУ специальный курс (авторский) «Международно-правовое регулирование труда и социального обеспечения», а также — проводила семинарские занятия по праву социального обеспечения и трудовому праву. Являлась руководителем в девяти кандидатских диссертациях.
С 2010 года входит в состав комитета экспертов МОТ по применению конвенций и рекомендаций; через год стала членом Европейского комитета по социальным правам, созданном при Совете Европы. В 2012 году вошла в состав комиссии по делам инвалидов, организованной при Президенте РФ.

## Работы
Елена Мачульская является автором и соавтором более восьми десятков публикаций (статей, глав и книг), посвящённых, преимущественно вопросом российского и международного трудового и предпринимательского права:
- «Право социального обеспечения. Перспективы развития» (2000)[1][2],
- Учебник «Право социального обеспечения» (2014)
- «Защита трудовых прав работников в России и Финляндии» (в соавторстве, 2013),
- «Учебник по немецкому и российскому трудовому праву» (в соавторстве, 2016),
- «Право социального обеспечения» (1997)[3][4],
- «Практикум по праву социального обеспечения» (1998)..
- «Советская колбаса по 2.20. Достоинства и недостатки» (2006)
- Концепция достойного труда: позиция Международной организации труда // Российское трудовое право: диалог науки, бизнеса и власти, Владикавказ, Россия, 27 апреля 2018